# Pierre Labarthe (homme politique)
Pour les articles homonymes, voir Labarthe.
Pierre Labarthe, né le 23 décembre 1846 à Montpeyroux (Aveyron) et mort le 8 novembre 1904 à Cantoin (Aveyron), est un homme politique français.

## Biographie
Propriétaire foncier, conseiller général, il est député de l'Aveyron de 1893 à 1898, siégeant avec les républicains.

## Sources
- « Pierre Labarthe (homme politique) », dans le Dictionnaire des parlementaires français (1889-1940), sous la direction de Jean Jolly, PUF, 1960 [détail de l’édition]